# Tufia
Tufia es una localidad del municipio de Telde en Gran Canaria, España. Se sitúa en la costa del municipio entre el promontorio y la playa ambos del mismo nombre que el pequeño asentamiento.

## Toponimia
El nombre es aborigen y, según Hernández Benítez, proviene de un guayre (consejero del Guanarteme o rey de Telde) de nombre Taufia, cuya defunción se ubica en este lugar.

## Poblado aborigen

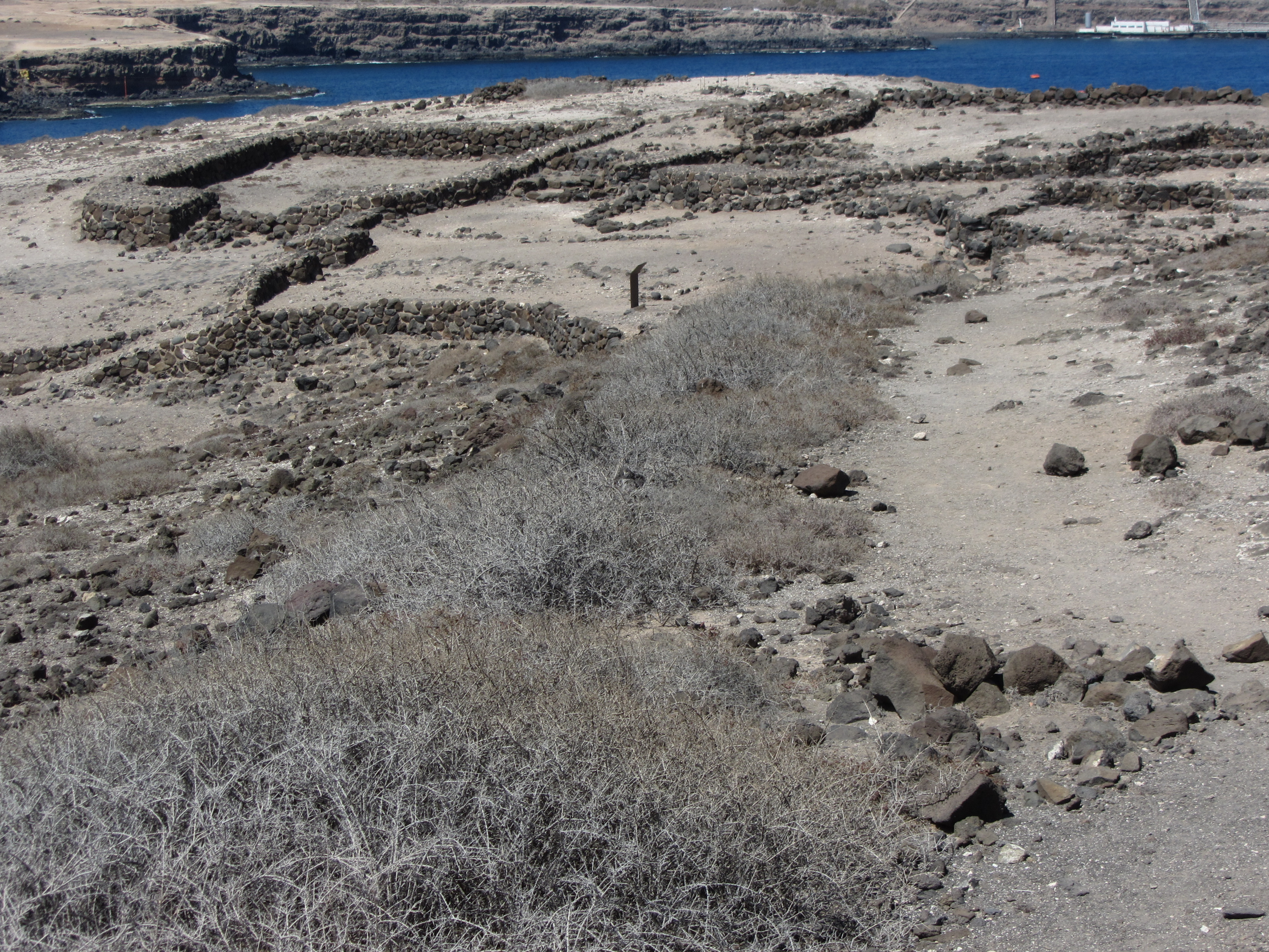
Muros de piedra de las edificaciones aborígenes

Entre la playa de Tufia y la cercana de Aguadulce se extiende un yacimiento arqueológico. Está formado por un conjunto de cuevas que se abren en el lado sur, directamente sobre el mar y diversas construcciones, entre las que sobresalen estructuras habitacionales (casas de piedra) concentradas en dos núcleos separados. Desde 1973 está catalogado como Bien de Interés Cultural.

## Sitio de interés científico de Tufia
Tufia se asienta en una zona litoral con depósitos dunares de carácter fósil con abundancia de restos de fauna invertebrada extinta. Por otro lado cuenta con dos endemismos vegetales protegidos que están seriamente amenazados, como el chaparro (Convolvulus caput-medusae) y la piña de mar (Atractylis preauxiana), y en general una buena representación de hábitats halófilo y sabulícola. Por todo ello, en 1987 fue declarado como paraje natural de interés nacional y reclasificado en 1994 como sitio de interés científico.

## Playa
La playa Tufia es una playa de arena negra de 40 metros de longitud y 20 de ancho. Orientada al sur de un promontorio del mismo nombre es de aguas tranquilas al estar bien protegida del alisio que azota el resto de la costa de Telde.